# Ceylalictus perditellus
Ceylalictus perditellus is een vliesvleugelig insect uit de familie van de Halictidae. De wetenschappelijke naam van de soort werd voor het eerst geldig gepubliceerd in 1905 door Theodore Dru Alison Cockerell.